# Late Night with the Devil
Late Night with the Devil es una película de terror de estilo metraje encontrado de 2023, escrita, dirigida y editada por los hermanos australianos Cameron y Colin Cairnes, contando con la producción ejecutiva de Joel Anderson, Rami Yasin, y David Dastmalchian.
Siendo una coproducción internacional entre Australia y los Emiratos Árabes Unidos, Late Night with the Devil tuvo su estreno mundial el 10 de marzo de 2023 en el festival South by Southwest (SXSW), y recibió críticas generalmente positivas por parte de los críticos de cine. La película se estrenó en cines el 22 de marzo de 2024, seguida de un lanzamiento en Shudder el 19 de abril de 2024.

## Argumento
El prólogo de la película la enmarca como un documental que investiga un incidente que ocurrió la noche de Halloween de 1977, durante la transmisión en vivo de un episodio de la sexta temporada del exitoso programa nocturno de entrevistas Night Owls con Jack Delroy, siendo el segundo programa mas popular después de The Tonight Show de Johnny Carson al cual, a pesar de sus esfuerzos, nunca ha logrado destronar.
Esta narración describe el inicio, auge y declive del show, explicando cómo es que esto catapultó a la fama al hasta entonces poco conocido Jack; también habla de la hermosa relación entre él y su esposa Madeleine y de cómo eran una de las parejas favoritas del país. Además se menciona como gracias a sus conexiones Jack fue aceptado en la "Arboleda Bohemia", un campamento de élite de California para hombres ricos y poderosos. Después de que su esposa Madeleine muere de cáncer, Night Owls detuvo su emisión por algunos meses hasta que Jack finalmente regresó y, para paliar el progresivo descenso en el rating, hizo un episodio especial de Halloween donde invitó al psíquico y médium Christou, al ex mago Carmichael Haig actualmente convertido al escepticismo, la doctora parapsicóloga June Ross-Mitchell y su paciente, Lilly D'Abo, de 13 años, supuestamente poseída por un demonio. Siendo la película a partir de este punto una reproducción de dicho episodio, incluyendo algunas escenas tras bastidores.
El programa inicia con Christou, quien muestra sus habilidades entregando a personas del público mensajes de sus seres queridos fallecidos hasta que experimenta un contacto sumamente agresivo con el espíritu en tormento de alguien llamada "Minnie", que lo deja en pésimas condiciones de salud. Posteriormente se une Carmichael, un mago retirado que actualmente se dedica a investigar y desenmascarar fenómenos paranormales, quien desacredita a Christou con una actitud cínica y maleducada que mantendrá durante toda la noche. En un momento la discusión pasa a mayores, por lo que Jack intenta calmarlos revelando que Minnie era su apodo íntimo para Madeleine; pero Christou colapsa gravemente, vomitando un líquido negro y debe ser trasladado de urgencia al hospital. 
Durante la pausa comercial Gus McConnell, coanfitrión del programa, expresa a Jack su reticencia tras el incidente, pero el presentador lo desestima apoyado por Leo Fiske, el inescrupuloso productor del programa, quien solo ve esta desgracia como una herramienta para aumentar el rating; al mismo tiempo Carmichael acusa a Jack de fingir el colapso de Christou mientras intenta presionarlo para que lo invite a la Arboleda, ya que desea investigar el rumor sobre los rituales y ceremonias que allí se practican.
En el siguiente segmento, se incorporan la doctora June y Lilly, explicando la doctora la historia de Lilly, única sobreviviente de un suicidio masivo realizado por una secta de satánica y su líder Szandor D'Abo, que adoraba a Abraxas; tras el incidente Lilly comenzó a mostrar indicios de posesión que June ha logrado manifestar durante sesiones de hipnosis. Jack pide a June que convoque al demonio dentro de ella, a quien la niña llama "Señor Wriggles", todo acompañado de comentarios y burlas mordaces por parte de Carmichael, quien insiste en que todo el tema es una tontería. Durante un descanso comercial, June expresa a Jack sus dudas de involucrar a Lilly en el show, advirtiéndole que se ha vuelto errática y en los últimos trances de posesión ha nombrado a Jack refiriéndose a él como alguien a quien conoció anteriormente. Poco después, Leo revela en secreto al anfitrión que Christou murió de una hemorragia en la ambulancia.
Durante la entrevista, Carmichael no cesa de burlarse de June, por lo que Jack la presiona para que conjure al demonio. Una vez hipnotizada, Lilly manifiesta la posesión levitando en su silla mientras el demonio señala haber conocido a Jack "bajo los altos árboles", revelando que él y June están involucrados románticamente, insinuando que Jack quería a su esposa "fuera del camino" y usando la voz de Madeleine para recriminarle por "lo que le hizo". 
Carmichael acusa al programa y a June de montar la escena y, para probarlo, somete a los presentes a un estado de hipnosis colectiva donde hace que todos vean gusanos saliendo del cuerpo de Gus. Tras interrumpir el trance, pide que rebobinen la grabación de la escena para mostrar que nada sucedió y esos actos son meras alucinaciones; sin embargo, al revisar la grabación de la posesión de Lilly, no solo se confirma que lo visto no fue una alucinación, también Jack se horroriza cuando nota al fantasma de Madeleine parado detrás de él en las imágenes, ante lo cual Carmichael lo acusa de orquestarlo. 
Lilly es poseída nuevamente; su cabeza se abre y prende en llamas, tras lo cual mata brutalmente a Gus, June y Carmichael. Jack es transportado a una versión de pesadilla del espectáculo donde revive momentos pasados del programa antes de que se revele cuál es su conexión con el demonio: En la Arboleda hizo un pacto donde vendió el alma de su esposa a cambio de fama y el éxito del programa, siendo esta la causa del cáncer de Madeleine. 
El fantasma de Madeleine se presenta y le ruega a Jack que la saque de su miseria, por lo cual este la apuñala hasta la muerte; la escena cambia repentinamente al estudio ahora vacío, donde Jack horrorizado descubre que realmente ha asesinado a Lilly en la televisión en vivo, mirando horrorizado los cuerpos de sus invitados mientras las sirenas de la policía se oyen acercarse.

## Reparto
- David Dastmalchian como Jack Delroy[6], anfitrión y presentador de Night Owls
- Laura Gordon como Dra. June Ross-Mitchell, una parapsicóloga y autora[6]
- Ian Bliss como Carmichael el Conjurador, un exmago convertido en escéptico[6]
- Fayssal Bazzi como Christou, un psíquico[6]
- Ingrid Torelli como Lilly D'abo[6], una adolescente supuestamente poseída después de sobrevivir a un suicidio colectivo
- Rhys Auteri como Gus McConnell[6], el coanfitrión de Night Owls junto a Jack
- Georgina Haig como Madeleine Pierce-Delroy,[6], la difunta esposa de Jack y exactriz de teatro
- Josh Quong Tart como Leo Fiske[6], productor general del Night Owls

## Producción

### Desarrollo y casting
La producción de Late Night with the Devil se anunció el 13 de febrero de 2022, con el estudio emiratí Image Nation y el sello de género cinematográfico estadounidense Spooky Pictures adjuntos. Al describir su decisión de basar Late Night with the Devil en un programa de entrevistas nocturno, el dúo de guionistas y directores Cameron y Colin Cairnes afirmaron: «En los años 70 y 80, había algo ligeramente peligroso en los programas de televisión nocturnos. Los programas de entrevistas en particular eran una ventana a un extraño mundo adulto. Pensamos que combinar esa atmósfera cargada de una transmisión en vivo con lo sobrenatural podría crear una experiencia cinematográfica excepcionalmente aterradora».
Los hermanos Cairnes le ofrecieron el papel de Jack Delroy a David Dastmalchian después de leer un artículo que Dastmalchian escribió para la revista Fangoria sobre los presentadores de terror de la televisión regional. Dastmalchian aceptó el personaje después de que le enviaran un lookbook diseñado para parecerse a una guía de televisión de los años 70, junto con el guion de la película. La contratación de Dastmalchian para la película se anunció el 24 de junio de 2022.

### Rodaje
Late Night with the Devil fue filmada en Melbourne, Australia. La cinta utiliza efectos especiales prácticos, incluyendo títeres, junto con efectos visuales digitales. La película también utiliza imágenes generadas por inteligencia artificial.

## Estreno
Late Night with the Devil tuvo su estreno mundial en el festival South by Southwest (SXSW) el 10 de marzo de 2023, llevado a cabo en Austin, Texas, Estados Unidos, donde se presentó como parte de la sección «Midnighters» del festival. Ese mismo mes, el autor de terror Stephen King recibió un avance screener de la película, y la describió como «absolutamente brillante. No podía quitarle los ojos de encima. Tus percepciones pueden variar, como suelen decir, pero te insto a que la veas cuando puedas». La película se proyectó en el Festival de Cine de Sídney los días 9, 11 y 15 de junio de 2023.
En octubre de 2023, IFC Films y Shudder adquirieron los derechos de distribución para Norteamérica, Reino Unido e Irlanda.

## Recepción

### Crítica
En la página de reseñas Rotten Tomatoes, la película tiene un índice de aprobación del 97% basado en 129 reseñas, con una calificación promedio de 7.9/10. El consenso del sitio web dice: «Deliciosamente oscura, Late Night with the Devil demuestra que el terror de la posesión no es un juego y sirve como un excelente escaparate para David Dastmalchian.» Metacritic, que utiliza un promedio ponderado, asignó a la película una puntuación de 73 sobre 100, basada en 21 críticas, lo que indica críticas «generalmente favorables».
Dennis Harvey, de Variety, elogió el diseño de producción y los aspectos técnicos de la película, así como las actuaciones del reparto, y escribió que «la mezcla del clásico humorístico Me Decade y las acciones demoniacas del exorcista son distintivas, sin mencionar la destreza manejada por los hermanos [Cairnes] como escritores y directores». Brian Tallerico de RogerEbert.com, enalteció a la película por su inventiva y su inteligente uso del formato de metraje encontrado, destacando la «actuación fenomenalmente comprometida de Dastmalchian […] que realmente mantiene unida la película tal como él encuentra el tono adecuado entre zalamero y agradable que dominó gran parte de la cultura de los 70».
Meagan Navarro de Bloody Disgusting, le dio a la película una puntuación de tres y medio sobre cinco, criticando el ritmo de la película por ser rápido, pero escribiendo que «el ingenio, la meticulosa recreación del período, una actuación fascinante de Dastmalchian, y un final espectacular la convierten en un evento de Halloween que no querrás perderte». Trace Sauveur de The Austin Chronicle, también elogió la actuación de Dastmalchian y reseñó a la película como «totalmente efectista, pero el compromiso sincero con la vanidad es lo que realmente hace que funcione.» Sauveur añadió que, «a pesar de que la conclusión de la película es deficiente, Late Night with the Devil es capaz de extraer muchas ideas efectivas y divertidas de su premisa, y funciona como un potente examen al precio del éxito».
Mark Kermode de Kermode and Mayo’s Take, la llamó «realmente entretenida», aunque al mencionarla sintió que estaba influenciada por Ghostwatch, un telefilme de falso documental británico de terror sobrenatural de 1992.

### Uso de inteligencia artificial
En la semana previa al estreno de la película, algunos críticos señalaron el uso de arte generado por IA en varias escenas, que no estaban presentes en la versión proyectada en SXSW, y pidieron realizar un boicot contra la película. En respuesta a la controversia, los directores Cameron y Colin Cairnes dijeron: «Junto con nuestro increíble equipo de diseño de producción y gráficos, quienes trabajaron incansablemente para darle a esta película la estética de los 70 que siempre habíamos imaginado, experimentamos con IA para tres imágenes fijas que editamos más y finalmente aparecen como intersticiales muy breves en la película». David Dastmalchian dijo: «Creo que [Cameron y Colin] lo dijeron muy bien, apoyo lo que dijeron y respaldo completamente esta película como una obra completamente original en la que se invirtieron tantas horas de trabajo en su arte para estar ambientada en este mundo. Así que es una buena conversación. Es una conversación importante. Tenemos que tenerla».